# 1835
1835 (MDCCCXXXV) je bilo navadno leto, ki se je po gregorijanskem koledarju začelo na četrtek, po 12 dni počasnejšem julijanskem koledarju pa na torek.

## Dogodki
- 6. januar - izhajati začnejo Gajeve Novine Horvatske.

## Rojstva
- 13. februar - Mirza Gulam Ahmad, indijski islamski reformator in ustanovitelj verskega gibanja ahmadijancev († 1908)
- 12. marec - Simon Newcomb, kanadsko-ameriški astronom, ekonomist († 1909)
- 24. marec - Jožef Stefan, slovenski fizik, matematik, pesnik († 1893)
- 27. oktober - Simon Jenko, slovenski pesnik († 1869)
- 31. oktober - Johann Friedrich Wilhelm Adolf von Baeyer, nemški kemik, nobelovec 1905 († 1917)
- 9. november - Davorin Jenko, slovenski skladatelj, dirigent († 1914)

## Smrti
- 1. januar - Matjaž Godina, slovenski književnik in evangeličanski duhovnik na Madžarskem (* 1768)
- 2. april - Štefan Baler, slovenski pisatelj, luteranski duhovnik , kantor in učitelj, šomodski dekan in šolski nadzornik (* 1760)
- 8. april - Karl Wilhelm von Humboldt, nemški filozof, jezikoslovec, diplomat (* 1767)
- 26. april - Henry Kater, angleški fizik, častnik (* 1777)
- 6. julij - Matija Čop, slovenski jezikoslovec, književni zgodovinar in kritik (* 1797)